# Salix tianschanica
Salix tianschanica är en videväxtart som beskrevs av Eduard August von Regel. Salix tianschanica ingår i släktet viden, och familjen videväxter. Inga underarter finns listade i Catalogue of Life.